# HSP90AA2
HSP90AA2‏ (None) هوَ بروتين يُشَفر بواسطة جين HSP90AA2 في الإنسان.